# 足洗邸

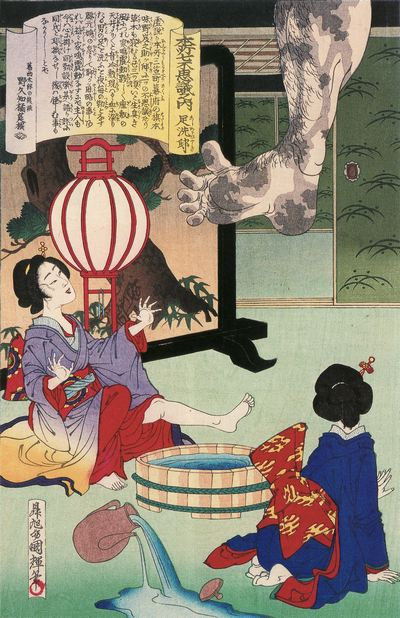
『本所七大不可思議之內足洗邸』 三代目歌川國輝・畫

足洗邸（あしあらいやしき）是以日本江戶時代的本所（東京都墨田區）為舞台的怪談本所七大不可思議之一。

## 概要
該怪談發生在江戶時代的本所三笠町（現・墨田區亀沢）旗本味野岌之助的家中。 。每天晚上屋子的屋頂裏總是會傳出淒厲的叫聲「幫我洗腳」，同時屋頂突然破裂，一隻長滿剛毛的巨大小腿從天而降。如果家裡的人遵照其言為其洗了腳，則屋頂上的怪異現象會消失，但是第二日又會再度發生，如果不為其洗腳，小腿的主人就會暴怒地蹬踏屋頂。味野將這個怪異的現象告知同僚的旗本，其中有愛好這口的同僚希望與他交換住宅。但當同僚搬入後，巨大的小腿再也沒有出現。
在怪談中有巨腿的怪物大叫「あらえ」而怪談的名稱則使用「あらい」，其原因是江戶時代特有的「え」「い」發音混淆。 。

## 類話
和另一個本所七不思議置行堀相似，可以認為的足洗邸的妖怪本體是狸貓。 1765年左右，置行堀的狸貓被人捕殺，身負重傷。偶然遇到善良的小宮山左善，給獵人金錢使狸貓得以逃生。當天夜裡，狸貓變成女人的樣子來到左善的枕邊，告之他的女兒家將出禍事後消失。不久後，左善的女兒的戀人被浪人殺害。數日後，左善的兒子膳一在用餐時，狸貓又再度出現，告訴其這個事件的真相。於是膳一為了報仇向浪人挑戰，卻不敵，反被追殺。於是狸貓變化為左善的樣子，手持太刀，和膳一共同對敵。從此之後，一旦左善家兇事降至，屋頂都會突現巨足以示預警。 。
同時嘉永年間的六番町住的御手洗主計旗本家也出現過名為「藏的大足」或稱為「御手洗氏的足洗邸」的相似的怪談。堆放雑物的倉庫的門突然打開，伸出巨大的右腳，洗了之後又換做左腳讓人繼續洗。兩隻腳都洗好後則收回倉庫，門也會自動合上，好似什麼也沒有發生。該巨足無法制退，如果用刀砍，則變成煙霧狀，如果請神官除邪，則大足會踩踏神官，並會暴怒地破壞倉庫裡的物品。後來家中鬧賊，進入倉庫的小偷也被大足踩踏，家人才得以捕獲，從此御手洗家將大足當做家寶的守護者，並稱之為「ご隠居」，家中有什麼重要的東西也都放入雑物庫。同時家中還專門請了女性為大足洗腳，如果稍有不滿立即解僱。這個怪談是明治時代前期的傳說，1887年4月29日的〈やまと新聞〉對其有記載。 。

## 腳註
1. 1 2  岡崎柾男. . 下町タイムス社. 1983: 54–57 頁. ISBN 978-4-7874 -9015-5.
2. ↑  . : 126–131頁.
3. ↑  湯本豪一. . ふくろうの本. 河出書房新社. 2007: 22–23頁. ISBN 978- 4-309-76096-4.